# Louis Raemaekers
Louis Raemaekers (Roermond, 6 aprile 1869 – Scheveningen, 26 luglio 1956) è stato un disegnatore olandese, vignettista del De Telegraaf di Amsterdam durante la prima guerra mondiale noto per il suo umorismo antitedesco.
I suoi disegni apparvero su centinaia di quotidiani in tutto il mondo.

## Biografia

### Origini
Raemaekers nacque a Roermond nel 1869, figlio di un direttore di giornale in lingua tedesca.
Lavorò per il Algemeen Handelsblad dal 1906 al 1909.

### Vignettista
Durante l'occupazione del Belgio, ritrasse nelle sue vignette i tedeschi come barbari e il Kaiser Guglielmo II come alleato di Satana. Raemaekers venne processato su pressione tedesca dal governo olandese perché metteva in pericolo la neutralità olandese, ma una giuria lo assolse.
Allora il governo tedesco offrì una taglia di 12.000 fiorini per Raemaekers, vivo o morto.
Nel febbraio 1916 il vignettista fu costretto ad emigrare in Inghilterra e lavorò per il Daily Mail. I suoi album, le sue cartoline e i suoi manifesti vennero distribuiti in tutto il mondo dai britannici e furono tradotti in diciotto lingue.
Nel 1917 Raemaekers visitò gli Stati Uniti, dove venne ricevuto dal presidente Woodrow Wilson e dall'ex presidente Theodore Roosevelt, che aveva una grande ammirazione per i suoi disegni. La stampa americana lo soprannominò il cartoonist più famoso del mondo. Nel 1922 gli venne conferita la laurea honoris dall'Università di Glasgow, in riconoscimento del suo significativo contributo nell'influenzare l'opinione pubblica degli Stati Uniti.

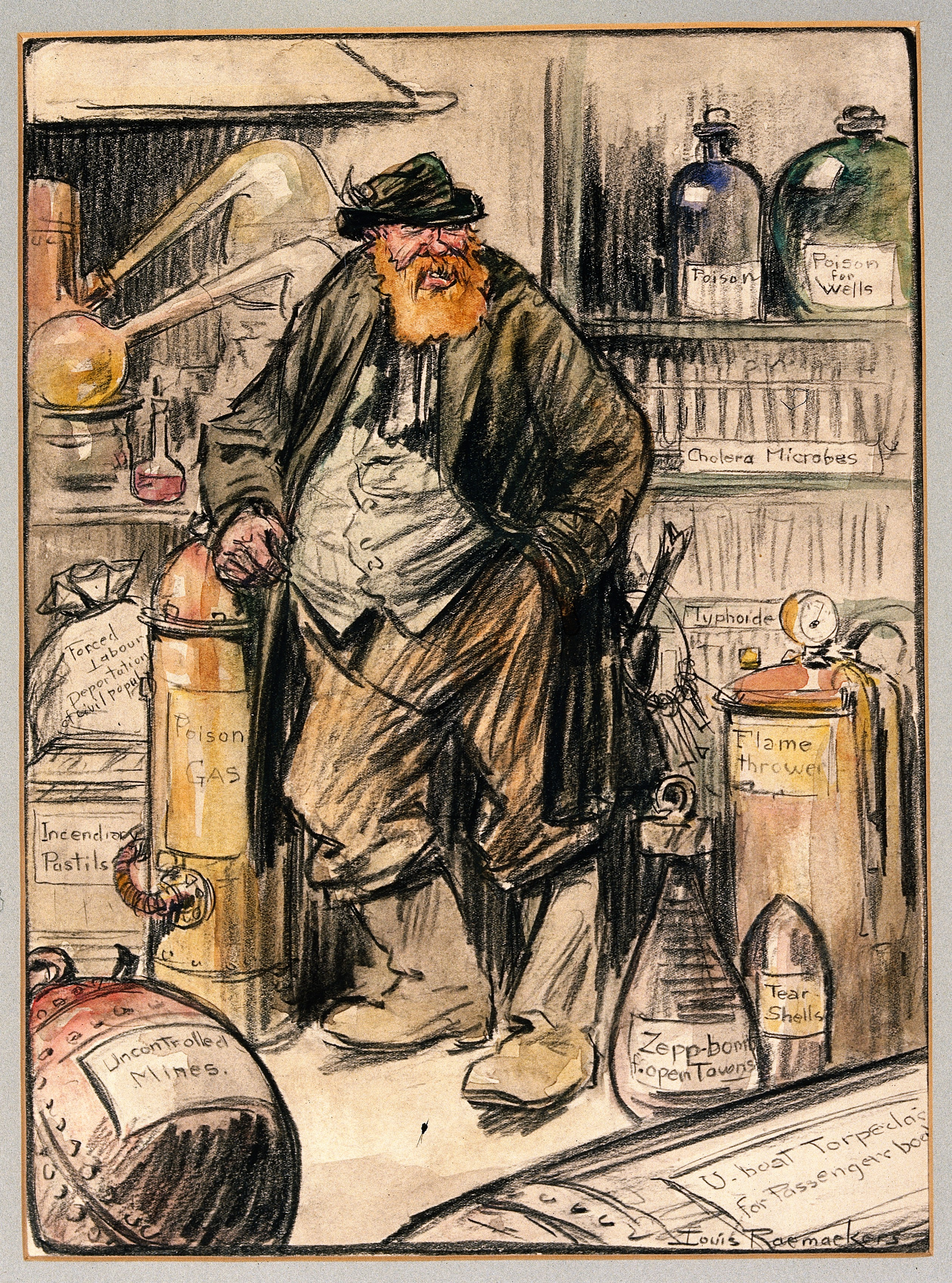
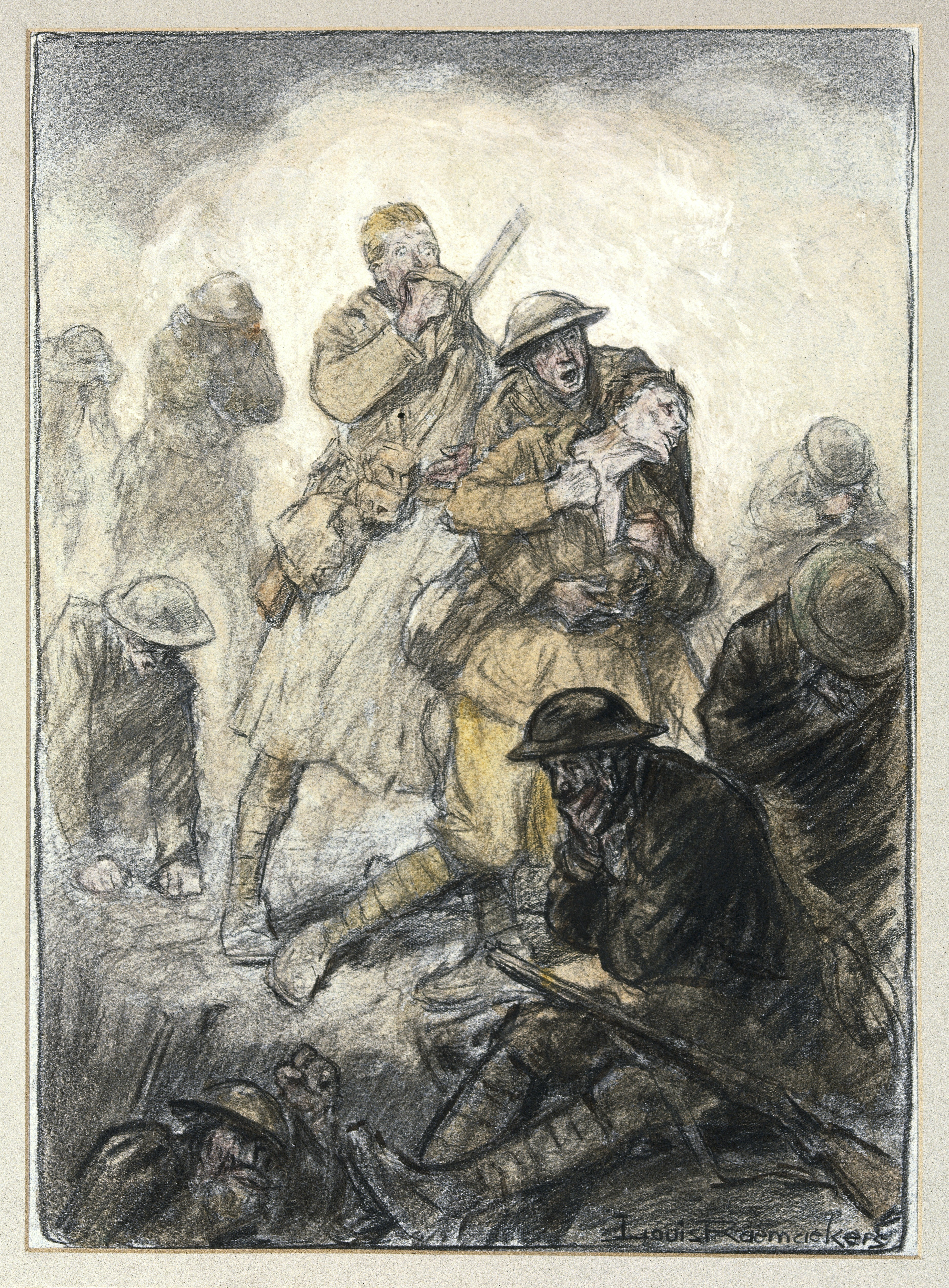
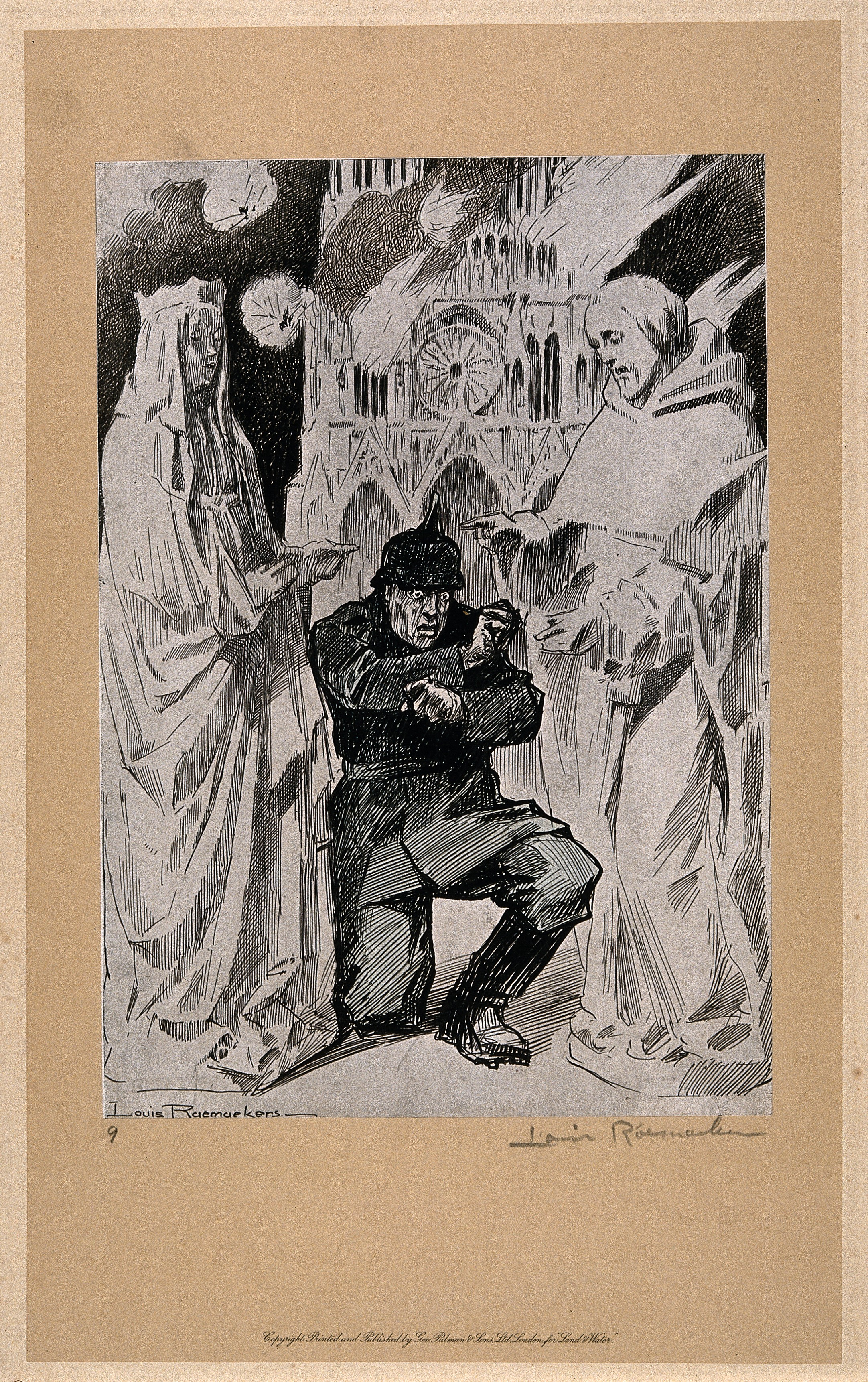
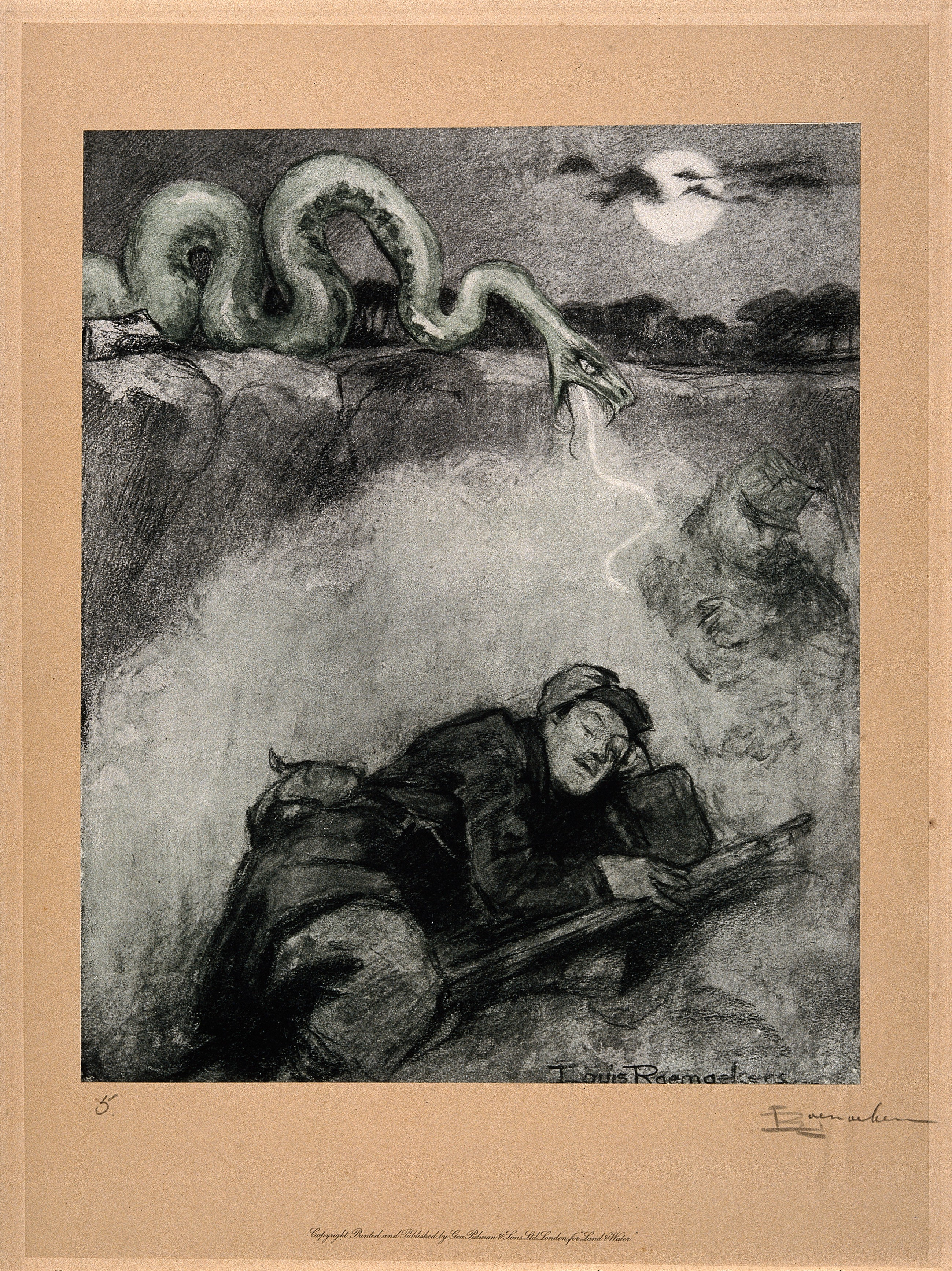
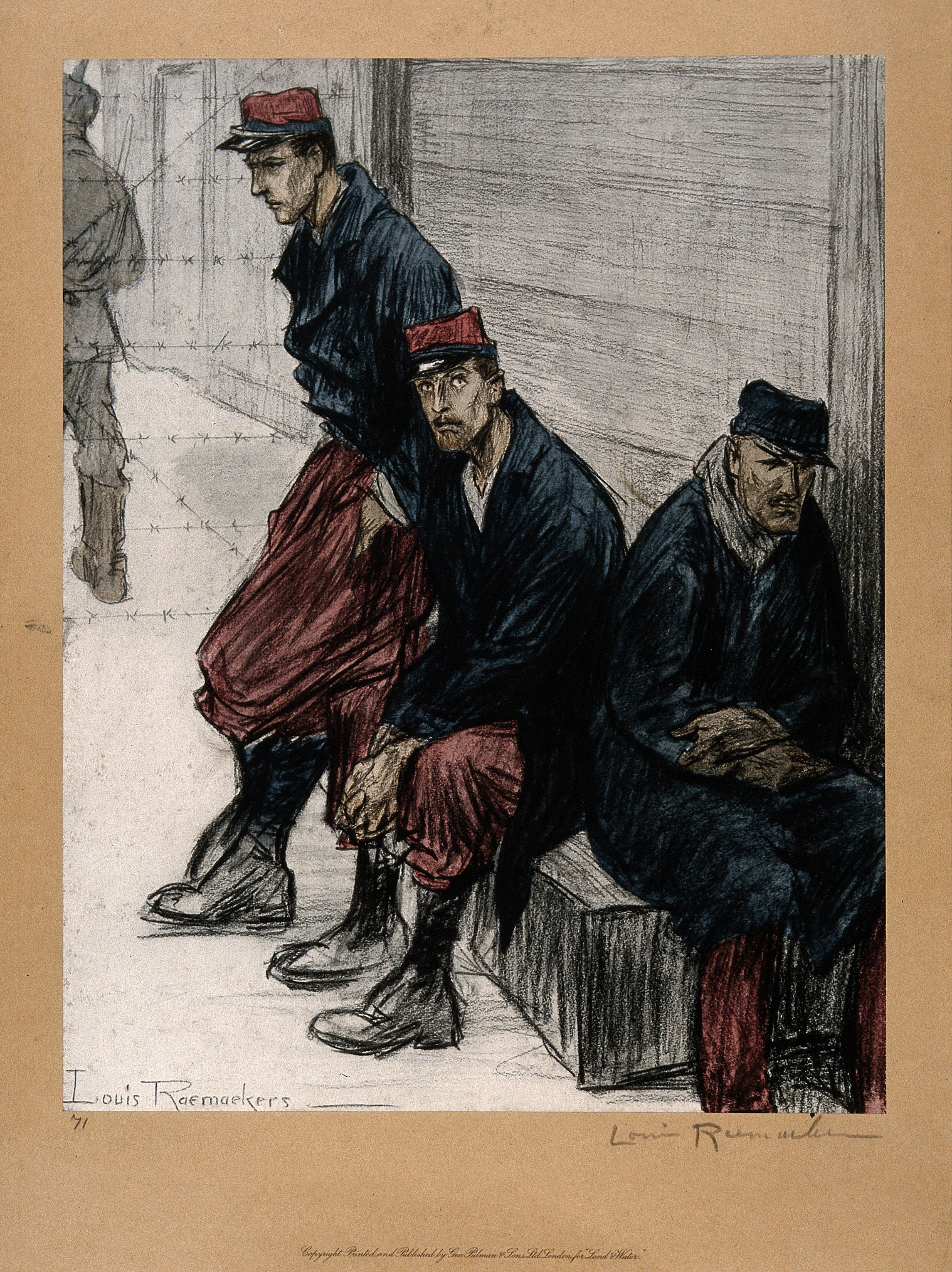

### Dopo la guerra
Dopo la guerra, Raemakers ritornò a Bruxelles, dove lavorò per i giornali Le Soir e De Telegraaf. Negli anni trenta del Novecento Raemaekers ritornò sulle sue posizioni fortemente contro la Germania.
Collo scoppio della seconda guerra mondiale, nel 1939, si trasferì prima in Inghilterra, poi negli Stati Uniti (nel 1940). Nel 1953 Raemaekers ritornò in Belgio, dove morì nel 1956, a Scheveningen.